# Koen Maris
Koen Maris (10 juli 1977) is een Belgisch duatleet.

## Levensloop
Maris behaalde meermaals het podium bij internationale duatlonwedstrijden en werd in 2007 Powerman-wereldkampioen te Zofingen. Eerder behaalde hij er eenmaal zilver (2005) en eenmaal brons (2006). Daarnaast behaalde hij eenmaal zilver (2006) en eenmaal brons (2007) op het WK lange afstand. Zijn persoonlijk record op de 10km is 29'55" en op de marathon 2u33'20".
Hij is afkomstig uit Kruibeke. In deze gemeente is hij politiek actief voor CD&V. Bij de lokale verkiezingen van 2018 stond hij voor deze partij op de 24e plaats van de kieslijst. Hij werd verkozen als gemeenteraadslid met 445 voorkeurstemmen. Sinds december 2022 is Maris er schepen van sport, polders, kerkfabrieken en jeugd.

## Palmares
- 2000:  Duatlon Zele
- 2001:  Duatlon Slyskapelle
- 2002:  Duatlon Lokeren,  Duatlon Slyskapelle,  Duatlon Lottenhulle
- 2005:  Duatlon Tongerlo
- 2006:  Duatlon Geluwe,  Duatlon Tongerlo
- 2007:  Duatlon Geluwe,  Duatlon Bastendorf (Lux.),  Duatlon Tielt
- 2007:  Powerman World Ranking
- 2016:  Duatlon Douai (Fr.)

## Resultaten op kampioenschappen
| Jaar | Categorie       | Wedstrijd   | Plaats      | Discipline/afstand | Resultaat                      |
| ---- | --------------- | ----------- | ----------- | ------------------ | ------------------------------ |
| 2001 | Elite           | WK          | Venray      | Long Distance      | 24                             |
| 2002 | Elite           | BK          | Leuven      | Long Distance      | 4                              |
| 2002 | Elite           | WK          | Weyer       | Long Distance      | 25                             |
| 2003 | Elite           | BK          | Hulste      | Long Distance      | Brons                          |
| 2003 | Elite           | WK Powerman | Zofingen    | Long Distance      | 14                             |
| 2004 | Elite           | EK Powerman | Venray      | Long Distance      | Zilver                         |
| 2004 | Age Group 20-25 | WK          | Geel        | Short Distance     | Zilver                         |
| 2004 | Elite           | WK          | Fredericia  | Long Distance      | 5                              |
| 2005 | Elite           | WK Powerman | Zofingen    | Long Distance      | Zilver                         |
| 2006 | Elite           | EK Powerman | Horst       | Long Distance      | DNF                            |
| 2006 | Elite           | Powerman    | Weiswampach | Long Distance      | Goud                           |
| 2006 | Elite           | WK          | Fredericia  | Long Distance      | Zilver                         |
| 2006 | Elite           | WK Powerman | Zofingen    | Long Distance      | Brons                          |
| 2007 | Elite           | BK          | Hollain     | Short Distance     | Goud · Belgische kampioenstrui |
| 2007 | Elite           | WK Powerman | Horst       | Classic Distance   | 4                              |
| 2007 | Elite           | WK Powerman | Zofingen    | Long Distance      | Goud · Regenboogtrui           |
| 2007 | Elite           | WK          | Richmond    | Long Distance      | Brons                          |
| 2017 | Masters         | BK          | Almere      | Long Distance      | Goud · Belgische kampioenstrui |